# 凉高山街道
凉高山街道，是中华人民共和国四川省自贡市大安区下辖的一个乡镇级行政单位。

## 行政区划
凉高山街道下辖以下地区：
凉高山社区、斑竹林社区、上田坝社区、长山岭社区和桐子山社区。